# Rábatöttös, Vas
Rábatöttös  este un sat în districtul Szombathely, județul Vas, Ungaria, având o populație de 205 locuitori (2011). 

## Demografie
Componența etnică a satului Rábatöttös
     Maghiari (98,4%)
     Germani (1,6%)
Componența confesională a satului Rábatöttös
     Romano-catolici (81,95%)
     Reformați (3,41%)
     Necunoscută (14,63%)
Conform recensământului din 2011, satul Rábatöttös avea 205 locuitori. Din punct de vedere etnic, majoritatea locuitorilor (98,4%) erau maghiari, cu o minoritate de germani (1,6%).  Din punct de vedere confesional, majoritatea locuitorilor (81,95%) erau romano-catolici, cu o minoritate de reformați (3,41%). Pentru 14,63% din locuitori nu este cunoscută apartenența confesională.